# Алауси
Алауси (исп. Alausí) — город в провинции Чимборасо (Эквадор), административный центр кантона Алауси.